# エルナン・ダリオ・ゴメス
エルナン・ダリオ・ゴメス・ハラミージョ（Hernán Darío Gómez Jaramillo, 1956年2月3日 - ）は、コロンビア・メデジン出身の元サッカー選手。現指導者。

## 経歴

### 選手
1975年にインデペンディエンテ・メデジンでプロデビュー。その後1980年にアトレティコ・ナシオナルに移籍。現役時代は守備型MFでプレー。1985年に引退。指導者に転向した。

### 監督
引退後はフランシスコ・マトゥラナに従事し、マトゥラナの元でコロンビア代表とアトレティコ・ナシオナルのアシスタントコーチを兼任し、1990 FIFAワールドカップ、1994 FIFAワールドカップに出場。1995年にコロンビア代表監督に就任し、1998 FIFAワールドカップ出場に導く。
1999年からはエクアドル代表監督を務め、2002年には同国代表を初のワールドカップ出場に導いた。
2006年から2年間は、グアテマラ代表監督を務めた。
2014年2月、パナマ代表監督に就任。2014 FIFAワールドカップ出場を賭けた北中米地区最終予選でメキシコ代表と大陸間プレーオフ出場権を賭ける形となったが、最終節のアメリカ戦で、試合終了間際での大逆転負けを喫し、本大会出場はならず。
2016年1月、2015年度のCONCACAFの最優秀監督賞を受賞。
2017年10月10日、パナマ代表を念願のワールドカップ出場に導いた。
本大会では3連敗で予選敗退となり、大会終了後に代表監督を辞任した。その後エクアドル代表の監督に就任すると報じられた。
しかし、コパ・アメリカ2019ではグループリーグ敗退に終わり、メディアとの対立も報じられるようになり、退任を余儀なくされた。